# Myelochroa hayachinensis
Myelochroa hayachinensis är en lavart som först beskrevs av Kurok., och fick sitt nu gällande namn av Elix & Hale. Myelochroa hayachinensis ingår i släktet Myelochroa och familjen Parmeliaceae.   Inga underarter finns listade i Catalogue of Life.